# Saga (zespół muzyczny)
Saga – kanadyjska grupa rockowa. Powstała w styczniu 1977 w Toronto. Początkowo występowała pod nazwą The Pockets. Zaliczana jest do nurtu rocka progresywnego i neoprogresywnego.
Na 22 października 2007 ukazał się album 10,000 Days. Po nagraniach z grupy odszedł Michael Sadler, który postanowił skoncentrować się na sprawach osobistych. 31 stycznia 2011 r. do składu grupy powrócił frontman Michael Sadler.

## Dyskografia
- (1978) Saga
- (1979) Images at Twilight
- (1980) Silent Knight
- (1981) Worlds Apart
- (1981) In Transit (album koncertowy)
- (1983) Heads or Tales
- (1985) Behaviour
- (1986) Time's Up (kompilacja)
- (1987) Wildest Dreams
- (1989) The Beginner's Guide to Throwing Shapes
- (1991) The Works (kompilacja)
- (1993) The Security of Illusion
- (1993) 1978-1993 All The Best (kompilacja)
- (1994) Steel Umbrellas
- (1994) The Very Best Of (kompilacja)
- (1994) Defining Moments (kompilacja)
- (1995) Generation 13
- (1997) Pleasure & the Pain
- (1997) Phase One
- (1998) How Do I Look (album koncertowy)
- (1999) Full Circle
- (1999) Detours (Live)
- (2001) House of Cards
- (2002) Silhouette (kompilacja)
- (2003) Marathon
- (2004) Network
- (2005) The Chapters Live (album koncertowy)
- (2006) Trust
- (2007) 10,000 Days
- (2007) Worlds Apart Revisited (album koncertowy)
- (2009) The Human Condition
- (2012) 20/20
- (2014) Sagacity